# Hemispheres
Hemispheres (en español: Hemisferios) es el nombre del sexto álbum grabado en estudio por la banda de rock canadiense Rush. No es un álbum conceptual; sin embargo, la suite que le da título al álbum mantiene un concepto a lo largo de todos sus movimientos. Con este álbum, la banda cierra su trilogía de ciencia ficción que conforma junto a sus anteriores lanzamientos "2112" y "A Farewell to Kings". Este álbum no tuvo lanzamiento en Latinoamérica, aun así salió en México por licencia oficial; sin embargo, la canción «The Trees» apareció en una compilación editada por PolyGram Records en Venezuela (titulada Anthology) en 1984.

## Álbum

### Cygnus X-1: El libro, parte II: Hemisferios

#### Apolo y Dioniso: la Razón y la Emoción
El lado A del álbum contiene la suite Hemispheres, de 18 minutos de duración, que pretende ser la continuación de la historia narrada en el tema Cygnus X-1 en el álbum previo, "A Farewell to Kings". Al igual que la suite 2112 del álbum homónimo, se trata de una obra conceptual. En ella, Neil Peart explora líricamente el destino del viajero espacial y su nave Rocinante: el protagonista es trasladado a otro universo -inspirado en la mitología griega- donde se vive 
una recreación de la dicotomía cerebral entre Apolo (deidad de la sabiduría) y Dioniso (deidad de las bacanales). Una vez más, Peart revela sus influencias literarias: este es un concepto explorado primero por Nietzsche y luego por Ayn Rand, quien también ha influido en los conceptos de Peart en temas anteriores (así como también en algunos temas futuros). 
Peart explora aquí -con esta representación mitológica- un mito de la psicología moderna: las diferencias entre el hemisferio izquierdo -representado por Apolo- y el hemisferio derecho del cerebro -representado por Dioniso-; de allí el título de la canción (y del álbum). Ambos, como dioses gobernantes del comportamiento humano, luchan por asegurar el control del destino de la humanidad. La visión de Nietzsche predicaba que Dioniso -dios del vino-, representando al lado emocional, era quien finalmente triunfaba, presentando así a los seres humanos como entidades gobernadas por emociones y relegando a Apolo -dios de la Razón- al papel débil. Rand, por su parte, comparó dos eventos contemporáneos: el Festival de Woodstock y la llegada del hombre a la Luna -en una misión no casualmente llamada "Apolo"-, como dos triunfos de la emoción y de la razón, respectivamente. 

#### Cygnus: el Balance
Fiel a su filosofía objetivista, Rand estima que no existe tal dicotomía y que ambas partes son necesarias para el equilibrio natural del ser humano. Peart coincide con esta visión, pero introduciendo el concepto de balance externo: el protagonista se transforma posteriormente en otra deidad gobernante: Cygnus -no olvidemos que ha caído en el agujero negro de la constelación homónima- se presenta como "dios del balance" y finalmente debe imponerse, puesto que, sin su influencia, ambos hemisferios vivirían en guerra hasta destruirse. 

#### La Música
Musicalmente, la pieza es notable, tanto por su duración, como por la complejidad interpretativa, pues se aprecia que el virtuosismo en la ejecución de los instrumentos se ha refinado, comparado con el álbum anterior. Además, varios pasajes de la canción tienen una conexión melódica con la primera parte.
El primer movimiento de la suite (Preludio) es un ejercicio instrumental muy refinado para su época. Aquí Rush despliega no solamente toda la tecnología de la que podían echar mano entonces, sino que además el juego armónico entre la guitarra, el bajo y los elementos de percusión se realiza con la precisión de una orquesta perfectamente sincronizada. Las melodías dictarán la pauta para los siguientes movimientos.
El segundo movimiento (Apolo) es la entrada en escena de Apolo, dios de la Razón, quien aparece cortejando a la humanidad con su "festival de la verdad y la comprensión, del ingenio y de la sabiduría". La gente se regocija con dichos dones y da comienzo a una "era de la claridad"; construyen tremendas ciudades con las artes que Apolo les enseña. No obstante, la humanidad siente que algo le hace falta y que ha estado haciendo un largo experimento totalmente divorciado del significado humano.
En el tercer movimiento (Dioniso) entra Dioniso, quien -como dios de las festividades- promete a la humanidad un desconocido amor, sugiriendo que se deben cortar "las cadenas de la razón". La gente abandona entonces las ciudades y se entrega al desenfreno de las pasiones, dando inicio a una gran bacanal. Habiendo abandonado toda razón, la humanidad se encuentra ahora a merced de los elementos.
El cuarto movimiento (Armageddon) muestra a la gente luchando contra sus enfermedades mediante una aproximación "todo o nada" (esto es, razón o emoción). El mundo se encuentra dividido en "hemisferios arrepentidos" que se traban en una feroz batalla. Sin embargo, la gente aún recuerda leyendas de una "deidad del balance", quien sorpresivamente resulta ser el viajero espacial del tema Cygnus X-1 (del álbum "A Farewell to Kings"). En el quinto y sexto movimientos, este personaje -como un forastero que puede ver todo con objetividad y sin apasionamiento alguno- brinda su punto de vista de la batalla, desde la ventajosa posición de alguien que puede ver lo que los demás no pueden: que la humanidad se ha dividido por una dicotomía inexistente. Tan asombrosa es la visión de este personaje, que los propios dioses reconocen la sabiduría de su opinión y la gente lo proclama como Cygnus, deidad del balance.

### Lado B
El lado B del álbum contiene dos canciones cortas. «Circumstances» (en español: circunstancias), contiene pasajes autobiográficos de la vida de Neil Peart, especialmente de la época en que se trasladó a vivir a Inglaterra, antes de formar parte de Rush. «The Trees», por su parte, es una historia acerca de la lucha entre dos especies de árboles (robles y arces) tratando de acaparar la luz solar. A pesar de que Peart ha hecho hincapié en que la letra no tiene ningún trasfondo político, a menudo se ha interpretado popularmente esta canción como una protesta por la supervivencia política y económica de Canadá frente a los Estados Unidos. La otra pieza que completa el álbum es, probablemente, una de las más virtuosas composiciones de la banda: La Villa Strangiato es un instrumental que dura casi 10 minutos, donde la banda explora un sinfín de estilos musicales diferentes: blues, rock, jazz, big band y otros. Con esta pieza, Rush se consolida como uno de los más grandes exponentes del rock progresivo de todos los tiempos.

## Canciones
Lado A
- "Cygnus X-1 Book II: Hemispheres" (18:08)
  - I: "Prelude" (4:27)
  - II: "Apollo - Bringer of Wisdom" (2:35)
  - III: "Dionysus - Bringer of Love" (2:05)
  - IV: "Armageddon: The Battle of Heart and Mind" (3:06)
  - V: "Cygnus - Bringer of Balance" (4:05)
  - VI: "The Sphere: A Kind of Dream" (1:05)

Lado B
- "Circumstances" (3:40)
- "The Trees" (4:42)
- "La Villa Strangiato (An Exercise in Self-Indulgence)" (9:34)
  - I: "Buenos Nochas, Mein Froinds!"
  - II: "To sleep, perchance to dream. .."
  - III: "Strangiato theme"
  - IV: "A Lerxst in Wonderland"
  - V: "Monsters!"
  - VI: "The Ghost of the Aragon"
  - VII: "Danforth and Pape"
  - VIII: "The Waltz of the Shreves"
  - IX: "Never turn your back on a Monster!"
  - X: "Monsters! (Reprise)"
  - XI: "Strangiato theme (Reprise)"
  - XII: "A Farewell to Things"

## Músicos
- Geddy Lee: Voz, bajo, guitarra acústica, Minimoog, Oberheim OB-X Polifónico y Pedales Taurus
- Alex Lifeson: Guitarra eléctrica, acústica y clásica, sintetizador Roland de guitarra y pedales Taurus
- Neil Peart: Batería, percusión, campanas tubulares, timbales, gong, cencerros, Temple blocks, Crótalos

- Datos: Q168219